# 1958 w grach komputerowych

Artykuł opisuje ważne wydarzenia w 1958 roku w branży gier komputerowych. Zobacz też: historia gier komputerowych.

## Wydarzenia

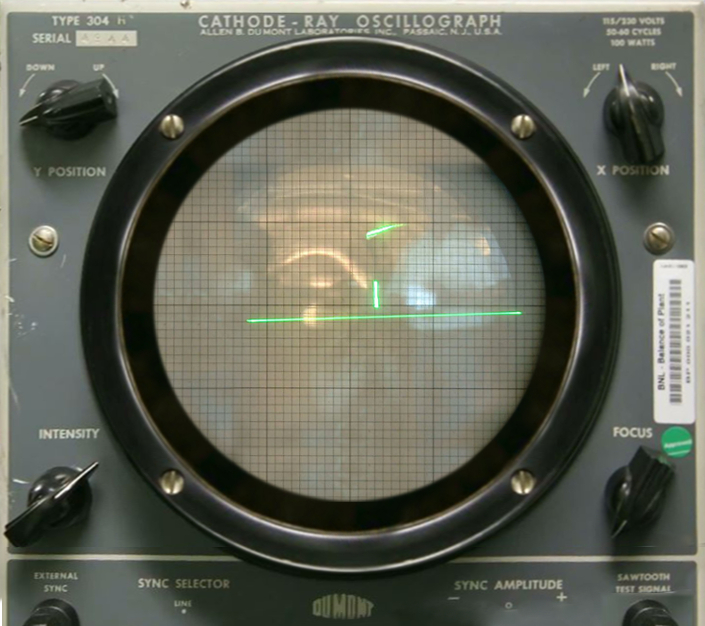
Gra Tennis for Two

Zaprezentowana została pierwsza gra wieloosobowa, Tennis for Two. Gra uruchamiana była na oscyloskopie i symulowała grę w tenisa. Jej autorem był William Higinbotham. Gra przez niektórych uważana jest za pierwszą grę komputerową (por. OXO).